# Illot Gros de na Moltona
L'Illot Gros de na Moltona, també dit Illot de na Moltona, és un illot de Mallorca situat a uns 40 metres al sud-oest de l'illa de na Moltona. Té una longitud de 50 metres i una amplada de 30 metres. Pertany al municipi de Ses Salines.
Hi solen freqüentar gavines i corbs marins.